# Левантийское море
Леванти́йское мо́ре (греч. Θάλασσα του Λεβάντε, тур. Levanten Denizi, араб. اَلْبَحرْ الشامي‎, ивр. יַם לבנטיני‎) — название восточной части Средиземного моря.
Самый большой остров в Левантийском море — Кипр. Наибольшая глубина — 4384 метров. Площадь — около 320 тысяч км², что является крупнейшим показателем по площади среди морей в составе Средиземного моря.

## Местонахождение
Занимает всю восточную часть Средиземного моря. Левантийское море ограничено Турцией на севере, Сирией, Ливаном, Израилем и Палестиной (Сектор Газа) на востоке, Египтом и Ливией на юге, Эгейским морем на северо-западе.

## Экономика

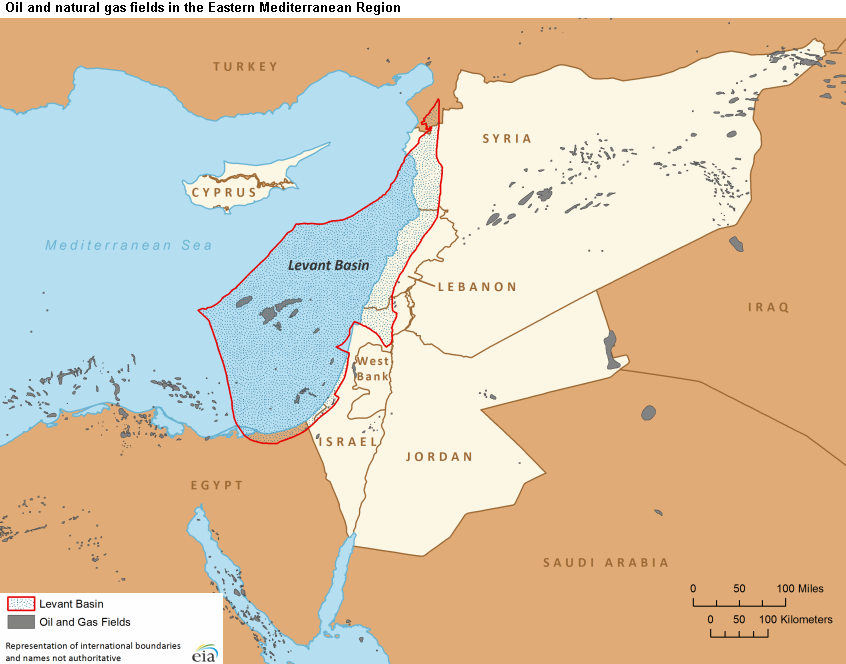
Схема бассейна «Левант» по данным EIA, США.

На шельфе Левантийского моря вблизи Израиля и Ливана находятся газовые месторождения «Левиафан», «Тамар», «Танин-1».